# Іглі Аллмуча
Іглі Аллмуча (алб. Igli Allmuça, нар. 25 жовтня 1980, Тирана) — албанський футболіст, що грав на позиції півзахисника, у тому числі за національну збірну Албанії. По завершенні ігрової кар'єри — тренер.

## Клубна кар'єра
У дорослому футболі дебютував 1999 року виступами за команду «Партизані», в якій провів сім сезонів, взявши участь у 113 матчах чемпіонату. 
Протягом сезону 2006/07 грав за «Тирану», у складі якої уперше став чемпіоном Албанії.
З наступного сезону 2007/08 захищав кольори тиранського «Динамо», зокрема того ж року здобувши перемогу у першості країни вже з новою командою, за яку грав загалом протягом чотирьох наступних років.
За результатами сезону 2011/12 утретє і востаннє став чемпіоном Албанії, цього разу у формі «Скендербеу».
Згодом протягом 2012–2015 років грав за «Кукесі», а завершив ігрову кар'єоу в «Динамо» (Тирана) того ж 2015 року.

## Виступи за збірні
Протягом 2003–2004 років залучався до складу молодіжної збірної Албанії. На молодіжному рівні зіграв у 7 офіційних матчах.
Влітку 2011 року взяв участь у своїй єдиній офіційній грі у складі національної збірної Албанії.

## Кар'єра тренера
Завершивши кар'єру гравця 2015 року, залишився у клубній структурі «Динамо» (Тирана), очоливши тренерський штаб головної команди. Працював з нею до 2019 року, коли був замінений на італійського спеціаліста Фабріціо Каммарату.
| Дата      | Місто        | Господарі | Результат | Гості   | Турнір           | Голи | Примітки |
| --------- | ------------ | --------- | --------- | ------- | ---------------- | ---- | -------- |
| 20-6-2011 | Буенос-Айрес | Аргентина | 4 – 0     | Албанія | товариський матч | -    | 58'      |
| Усього    |              | Матчів    | 1         |         | Голів            | 0    |          |

## Титули і досягнення
- Чемпіон Албанії (3):

«Тирана»: 2006-2007
«Динамо» (Тирана): 2007-2008
«Скендербеу»: 2011-2012
- Володар Кубка Албанії (1):

«Партизані»: 2003-2004
- Володар Суперкубка Албанії (2):

«Тирана»: 2006
«Динамо» (Тирана): 2008